# Salvisa
Salvisa – jednostka osadnicza w Stanach Zjednoczonych, w stanie Kentucky, w hrabstwie Mercer.